# Reece City
Reece City – miasto w Stanach Zjednoczonych, w stanie Alabama, w hrabstwie Etowah. W roku 2023 miasto zamieszkiwało 607 osób, a gęstość zaludnienia wynosiła 75,9 osoby/km².